# Leptocnemis rufipes
Leptocnemis rufipes är en skalbaggsart som beskrevs av Dombrow 2001. Leptocnemis rufipes ingår i släktet Leptocnemis och familjen Melolonthidae. Inga underarter finns listade i Catalogue of Life.